# Ideflawen
Ideflawen est un groupe algérien de musique kabyle engagée formé en 1977 par un trio constitué de Lhacène Ziani (parolier), Ali Ait Ferhat (vocaliste et musicien) et Zahir Adjou (musicien).
Parmi les titres phares du groupe, on compte les chansons Beṛwageyya ou Ǧğet-iyi abrid (« Laissez-moi passer »).
Dans les années 1990, Ali Ait Ferhat (dit Ali Ideflawen) reprit seul les destinées du groupe.

## Historique
Originaire de timizart village Ait guereth